# Josiel Núñez
Josiel Alberto Núñez Rivera (Ciudad de Panamá, 29 de enero de 1993) es un futbolista panameño que juega como mediocampista y milita en la AD Alcorcón de la Primera División RFEF española.

## Trayectoria

### CD Plaza Amador
Se formó las categorías inferiores del CD Plaza Amador y su debut profesional fue en la Primera División de Panamá el 9 de septiembre de 2012 en el empate 2 a 2 contra el Chorrillo FC en el Estadio Luis Ernesto Cascarita Tapia siendo suplente entrando al minuto 80 por Ángel Lombardo. En la LPF Apertura 2012 jugó 5 partidos llegando hasta las semifinales, en la LPF Clausura 2013 jugó 8 partidos, en la LPF Apertura 2013 jugó 18 partidos y anotó 1 gol, en la LPF Clausura 2014 jugó 15 partidos llegando hasta las semifinales, en la LPF Apertura 2014 jugó 12 partidos y anotó 2 goles, en la LPF Clausura 2015 jugó 19 partidos y anotó 4 goles llegando hasta las semifinales, en la LPF Apertura 2015 jugó 11 partidos y anotó 2 goles llegando nuevamente a las semifinales, Salió campeón con el club de la LPF Clausura 2016 en donde jugó 16 partidos y anotó 2 goles.

### Atlético Venezuela
El 17 de junio de 2016 fue anunciado su cesión al Atlético Venezuela de la Primera División de Venezuela. Debutó con el club en la derrota 1 a 0 contra los Estudiantes de Mérida en el Estadio Olímpico Metropolitano de Mérida en donde fue titular y jugó hasta el minuto 68. En la Primera División de Venezuela 2016 jugó 18 partidos, en la Copa Venezuela 2016 jugó 3 partidos y anotó 2 goles llegando hasta los cuartos de final. Fue dado de baja el 30 de noviembre de 2016.

### CD Plaza Amador
El 1 de diciembre de 2016 fue anunciado su regresó al CD Plaza Amador. Disputó su primer partido tras su regresó el 7 de febrero de 2017 en la victoria 0 a 2 contra el San Francisco FC en el Estadio Agustín Muquita Sánchez en donde fue titular y jugó todo el partido anotando el segundo gol. En la LPF Clausura 2017 jugó 13 partidos y anotó 4 goles llegando hasta semifinales, en la Liga Concacaf 2017 jugó 1 partido llegando hasta las semifinales.

### CD Árabe Unido
El 27 de julio de 2017 fue anunciado como nuevo jugador del CD Árabe Unido. Debutó con el club el 27 de agosto de 2017 en la bictoria 0 a 1 contra el Alianza FC en el Estadio Luis Ernesto Cascarita Tapia en donde fue titular y jugó todo el partido anotando el gol de la victoria. Fue subcampeón de la LPF Apertura 2017 en donde jugó 13 partidos y anotó 3 goles, en la LPF Clausura 2018 jugó 18 partidos y anotó 3 goles llegando hasta las semifinales.

### CD Universitario
El 27 de julio de 2018 fue anunciado como nuevo jugador del CD Universitario. Debutó con el club el 4 de agosto de 2018 en la derrota 2 a 1 contra el Santa Gema FC en el Estadio Agustín Muquita Sánchez en donde fue titular y jugó hasta el minuto 55. En el Torneo Apertura 2018 jugó 12 partidos.

### Forward Madison FC
El 6 de diciembre de 2018 fue anunciado su cesión por el CD Universitario al Forward Madison FC. Hizo su debut en la liga con el club el 6 de abril de 2019 en una derrota fuera de casa por 1-0 ante Chattanooga Red Wolves SC en el David Stanton Field en donde fue titular y jugó hasta el minuto 84. En la Lamar Hunt U.S. Open Cup 2019 jugó 2 partidos llegando hasta la tercera ronda, en la USL League One 2019 jugó 27 partidos y anotó 3 goles llegando hasta las semifinales.

### CD Universitario
El 30 de noviembre de 2019 fue anunciado su regresó de la cesión del Forward Madison FC al CD Universitario. Disputó su primer tras su regreso el 26 de enero de 2020 en el empate 1 a 1 contra el CD Plaza Amador en el Estadio Maracaná de Panamá siendo titular jugando todo el partido. En el Torneo Apertura 2020 solo jugó 7 partidos y anotó 1 gol por el torneo se cancelo por el COVID 19.

### CF Intercity
El 1 de agosto de 2020 fue anunciado como nuevo jugador del CF Intercity. Debutó con el club el 18 de octubre de 2020 en el empate 0 a 0 contra Hércules CF II en el Polideportivo Sant Joan d'Alacant en donde fue suplente y entró al minuto 79 por Cristian Herrera Fontanella. En la Tercera División de España 2020-21 jugó 26 partidos y anotó 4 goles logrando el ascenso con el club a la Segunda RFEF, en la Segunda División RFEF 2021-22 jugó 31 partidos y anotó 2 goles logrando el ascenso con el club a la Primera RFEF.

### Recreativo de Huelva
El 22 de julio de 2022 fue anunciado como nuevo jugador del Recreativo de Huelva. Su debut con el club en la Segunda RFEF fue el 3 de septiembre de 2022 en la victoria 2 a 1 contra el Yeclano Deportivo en el Estadio Nuevo Colombino en donde fue titular y jugó todo el partido. En la Segunda Federación 2022-23 jugó 33 partidos logrando el ascenso con el club a la Primera RFEF.

### AD Alcorcón
El 28 de junio de 2024, tras finalizar la temporada 2023/24, el mediocampista panameño finalizó contrato con el Recreativo de Huelva y firmó con la AD Alcorcón, equipo recién descendido a la Primera Federación. El jugador centroamericano llegó libre al club madrileño.

## Selección nacional

### Categorías inferiores
Ha sido convocado por selección Sub-20 de Panamá para disputar el Campeonato Sub-20 de la Concacaf de 2013 en donde jugó 2 partidos llegando hasta los cuartos de final y Los X Juegos Centroamericanos en donde jugó 1 partido quedándose en la primera fase. También ha sido convocado por la selección sub-22 de Panamá para los Juegos Panamericanos de 2015 en donde jugó 5 partidos y anotó 2 goles quedando en el cuarto lugar y por la selección sub-23 de Panamá para el Preolímpico de Concacaf de 2015 jugó 3 partidos y anotó 1 gol quedándose en la fase de grupos.

### Selección absoluta
Su debut con la selección absoluta fue el 7 de agosto de 2014 en un partido amistoso en la derrota 3 a 0 contra Perú en el Estadio Nacional del Perú en donde fue titular y jugó hasta el minuto 80. Fue subcampeón de la Copa Centroamericana 2017 en donde jugó 3 partidos y anotó 1 gol. En la Copa de Oro de la Concacaf 2017 jugó 2 partidos llegando hasta los cuartos de final.

### Participaciones en selección nacional
| Copa                         | Categoría | Sede           | Resultado        | Partidos | Goles |
| ---------------------------- | --------- | -------------- | ---------------- | -------- | ----- |
| Campeonato Sub-20 2013       | Sub-20    | México         | Cuartos de final | 2        | 0     |
| X Juegos Centroamericanos    | Sub-20    | Costa Rica     | Primera Fase     | 1        | 0     |
| Juegos Panamericanos 2015    | Sub-22    | Canadá         | Cuarto lugar     | 5        | 2     |
| Preolímpico de Concacaf 2015 | Sub-23    | Estados Unidos | Fase de grupos   | 3        | 1     |
| Copa Centroamericana 2017    | Mayor     | Panamá         | Subcampeón       | 3        | 1     |
| Copa Oro 2017                | Mayor     | Estados Unidos | Cuartos de final | 2        | 0     |

### Goles internacionales
| Goles internacionales | Goles internacionales | Goles internacionales                              | Goles internacionales | Goles internacionales | Goles internacionales | Goles internacionales     |
| Núm.                  | Fecha                 | Lugar                                              | Rival                 | Gol                   | Resultado             | Competición               |
| --------------------- | --------------------- | -------------------------------------------------- | --------------------- | --------------------- | --------------------- | ------------------------- |
| 1                     | 15 de enero de 2017   | Estadio Rommel Fernández, Ciudad de Panamá, Panamá | Nicaragua             | 2-0                   | 2-1                   | Copa Centroamericana 2017 |

## Clubes
| Club                 | País           | Año             |
| -------------------- | -------------- | --------------- |
| CD Plaza Amador      | Panamá         | 2012 - 2016     |
| Atlético Venezuela   | Venezuela      | 2016            |
| CD Plaza Amador      | Panamá         | 2016 - 2017     |
| CD Árabe Unido       | Panamá         | 2017 - 2018     |
| CD Universitario     | Panamá         | 2018            |
| Forward Madison FC   | Estados Unidos | 2018 - 2019     |
| CD Universitario     | Panamá         | 2019 - 2020     |
| CF Intercity         | España         | 2020 - 2022     |
| Recreativo de Huelva | España         | 2022 - 2024     |
| AD Alcorcón          | España         | 2024 - presente |

## Palmarés

### Títulos nacionales
| Título                | Club            | País   | Año     |
| --------------------- | --------------- | ------ | ------- |
| Primera División      | CD Plaza Amador | Panamá | 2016-C  |
| Segunda División RFEF | CF Intercity    | España | 2021-22 |